# Ariadne Hernández
Ariadne Hernández Rodríguez (Tepeyahualco, 8 de enero de 1966) es una deportista mexicana que compitió en atletismo adaptado. Ganó tres medallas en los Juegos Paralímpicos de Sídney 2000.

## Palmarés internacional
| Juegos Paralímpicos | Juegos Paralímpicos | Juegos Paralímpicos | Juegos Paralímpicos |
| Año                 | Lugar               | Medalla             | Prueba              |
| ------------------- | ------------------- | ------------------- | ------------------- |
| 2000                | Sídney (Australia)  | Medalla de plata    | 5000 m T54          |
| 2000                | Sídney (Australia)  | Medalla de bronce   | 800 m T54           |
| 2000                | Sídney (Australia)  | Medalla de bronce   | 1500 m T54          |